# Schöntalweiher
Der Schöntalweiher ist ein See in der Mittelgebirgslandschaft Pfälzerwald.

## Lage
Der See liegt im Wasgau, wie der südliche Teil des Pfälzerwaldes genannt wird, auf Gemarkung der Ortsgemeinde Ludwigswinkel. Unmittelbar südlich erstreckt sich die namensgebende Siedlung Schöntal.

## Geschichte
Der etwa sechs Hektar große und maximal zweieinhalb Meter tiefe Weiher wurde zu Beginn des 20. Jahrhunderts angelegt. Der östliche Teil wird zum Baden und der westliche seit 1961 als Fischgewässer genutzt. Seine Färbung schwankt von schwach braungelb bis gelb. Seine Wassertemperatur lag im August 2010 bei 20,7 °C und sein pH-Wert betrug 7,3.